# Aedes littlechildi
Aedes littlechildi är en tvåvingeart som beskrevs av Taylor 1933. Aedes littlechildi ingår i släktet Aedes och familjen stickmyggor. Inga underarter finns listade i Catalogue of Life.